# Brugelette
Brugelette é um município da Bélgica localizado no distrito de Ath, província de Hainaut, região da Valônia.